# Habitatge al carrer Sant Pere, 40-42 (Vic)
L'Habitatge al carrer Sant Pere, 40-42, de Vic (Osona), era una obra eclèctica inclosa a l'Inventari del Patrimoni Arquitectònic de Catalunya.

## Descripció
És un edifici civil, una casa entre mitgeres que constava de planta baixa i tres pisos. A la planta baixa s'hi obrien dos portals grans i un de petit, a jutjar per l'arquitectura, aquests portals eren emmarcats per uns grans arcs rebaixats que englobaven el de la porta i el primer pis, un d'ells va ser mutilat i s'hi va encabir el portal d'una botiga i l'entresòl com habitatge, en els quals s'hi obrien balcons i al mig una finestra. Al segon i tercer pis s'obrien balcons i finestres, i hi havia una gradació en la mida de les obertures i balcons amb l'alçada.
Era cobert amb teula àrab a dues vessants, i el ràfec presentava decoracions. L'estat de conservació era força bo malgrat les reformes.
Aquests edificis, van estat enderrocats, actualment hi ha edificacions noves.

## Història
Edifici interessant per la composició de la façana, propi d'un carrer de parcel·lació gòtica i construïda amb una certa pretensió al segle xix.
Situat a l'antic raval de Sant Pere, que començà a formar-se al segle xiii davant el portal de Malloles, prop de l'antiga torre d'Amposta a tocar dels desapareguts camps de Letrans. El seu creixement va venir determinat per l'establiment d'un ordre de mercedaris al segle xiii per ordre del rei Jaume I i pel trasllat de l'antic camí de Barcelona al carrer Sant Pere.
Al segle xiv s'hi instal·laren els primers edificis destinats a l'hospital que culminarien amb l'actual del segle xvi. Al segle xviii s'hi construí l'edifici dels Trinitaris, fou escenari de la guerra dels Segadors i al segle xix en sorgiren persecutors de l'absolutisme. Actualment el c/ Sant Pere sembla estar d'esquena al creixement i modernització de la ciutat i molts dels seus edificis haurien de ser restaurats.